# Pole Vault Stars
Le Pole Vault Stars était une compétition d'athlétisme exclusivement dédiée à la discipline du saut à la perche, disputé de 1990 à 2014. 

## Historique
Créé en 1990 par Sergueï Bubka, le meeting se déroule tous les ans au Palais des sports Droujba de Donetsk, en Ukraine. Témoin de quatre records du monde en salle masculin réalisés par Sergueï Bubka, respectivement 6,05 m en 1990, 6,11 m en 1991 et 6,15 m en 1993, et Renaud Lavillenie à 6,16 m en 2014, le meeting a acquis très vite une réputation mondiale, confirmé  par les huit records du monde en salle féminin que réalisera la perchiste russe Yelena Isinbayeva. En 2015 la compétition ne peut avoir lieu à cause de la Crise ukrainienne, la salle est détruite lors d'affrontements. En 2016 le tournoi reprend fin février en France à Clermont-Ferrand sous le nom de All Star Perche.

### Palmarès
Légende :
- Record du meeting

| Année | Lieu    | Hommes                | Hommes     | Hommes | Femmes            | Femmes   | Femmes |
| Année | Lieu    | Athlète               | Pays       | Marque | Athlète           | Pays     | Marque |
| ----- | ------- | --------------------- | ---------- | ------ | ----------------- | -------- | ------ |
| 1990  | Donetsk | Sergueï Bubka         | Ukraine    | 6,05 m |                   |          |        |
| 1991  | Donetsk | Sergueï Bubka         | Ukraine    | 6,11 m |                   |          |        |
| 1993  | Donetsk | Sergueï Bubka         | Ukraine    | 6,15 m |                   |          |        |
| 2004  | Donetsk | Giuseppe Gibilisco    | Italie     | 5,82 m | Yelena Isinbayeva | Russie   | 4,83 m |
| 2005  | Donetsk | Derek Miles           | États-Unis | 5,85 m | Yelena Isinbayeva | Russie   | 4,87 m |
| 2006  | Donetsk | Paul Burgess          | Australie  | 5,80 m | Yelena Isinbayeva | Russie   | 4,91 m |
| 2007  | Donetsk | Paul Burgess          | Australie  | 5,80 m | Yelena Isinbayeva | Russie   | 4,93 m |
| 2008  | Donetsk | Maksym Mazuryk        | Ukraine    | 5,81 m | Yelena Isinbayeva | Russie   | 4,95 m |
| 2009  | Donetsk | Steven Hooker         | Australie  | 5,92 m | Yelena Isinbayeva | Russie   | 5,00 m |
| 2010  | Donetsk | Przemysław Czerwiński | Pologne    | 5,82 m | Yelena Isinbayeva | Russie   | 4,85 m |
| 2011  | Donetsk | Renaud Lavillenie     | France     | 5,93 m | Yelena Isinbayeva | Russie   | 4,85 m |
| 2012  | Donetsk | Renaud Lavillenie     | France     | 5,82 m | Jiřina Ptáčníková | Tchéquie | 4.70m  |
| 2013  | Donetsk | Renaud Lavillenie     | France     | 5,85 m | Yarisley Silva    | Cuba     | 4,76 m |
| 2014  | Donetsk | Renaud Lavillenie     | France     | 6,16 m | Fabiana Murer     | Brésil   | 4,62 m |